# Centola
Centola är en ort och kommun i provinsen Salerno i regionen Kampanien i Italien. Kommunen hade 5 153 invånare (2017).